# Lestremiinae
Lestremiinae — підродина двокрилих комах родини Галиці (Cecidomyiidae). До цієї родини відносяться галиці, личинки яких мають тіло круглої форми, скручене та анальний отвір знаходиться на кінці черева. Імаго має три вічка на голові. Личинки деяких видів паразитують на грибах.

## Класифікація
Підродина включає 9 триб:
- Триба Acoenoniini. Включає рід Acoenonia.
- Триба Baeonotini. Включає рід Baeonotus.
- Триба Campylomyzini. Включає роди Campylomyza, Cordylomyia і Corinthomyia.
- Триба Catochini. Включає роди Anocha, Catocha, Eucatocha, Neocatocha та Tritozyga.
- Триба Catotrichini. Включає рід Catotricha.
- Триба Forbesomyiini. Включає рід Forbesomeyia.
- Триба Lestremiini. Включає роди Allarete, Anarete, Anaretella, Conarete, Gongromastix, Lestremia, Pararete та Wasmanniella.
- Триба Micromyini. Включає роди Aprionus, Bryomyia, Micromya, Monardia, Mycophila, Polyardis, Xylopriona, Strobliella та Trichopteromyia.
- Триба Peromyiini. Включає рід Peromyia.